# Viktória Pavuk

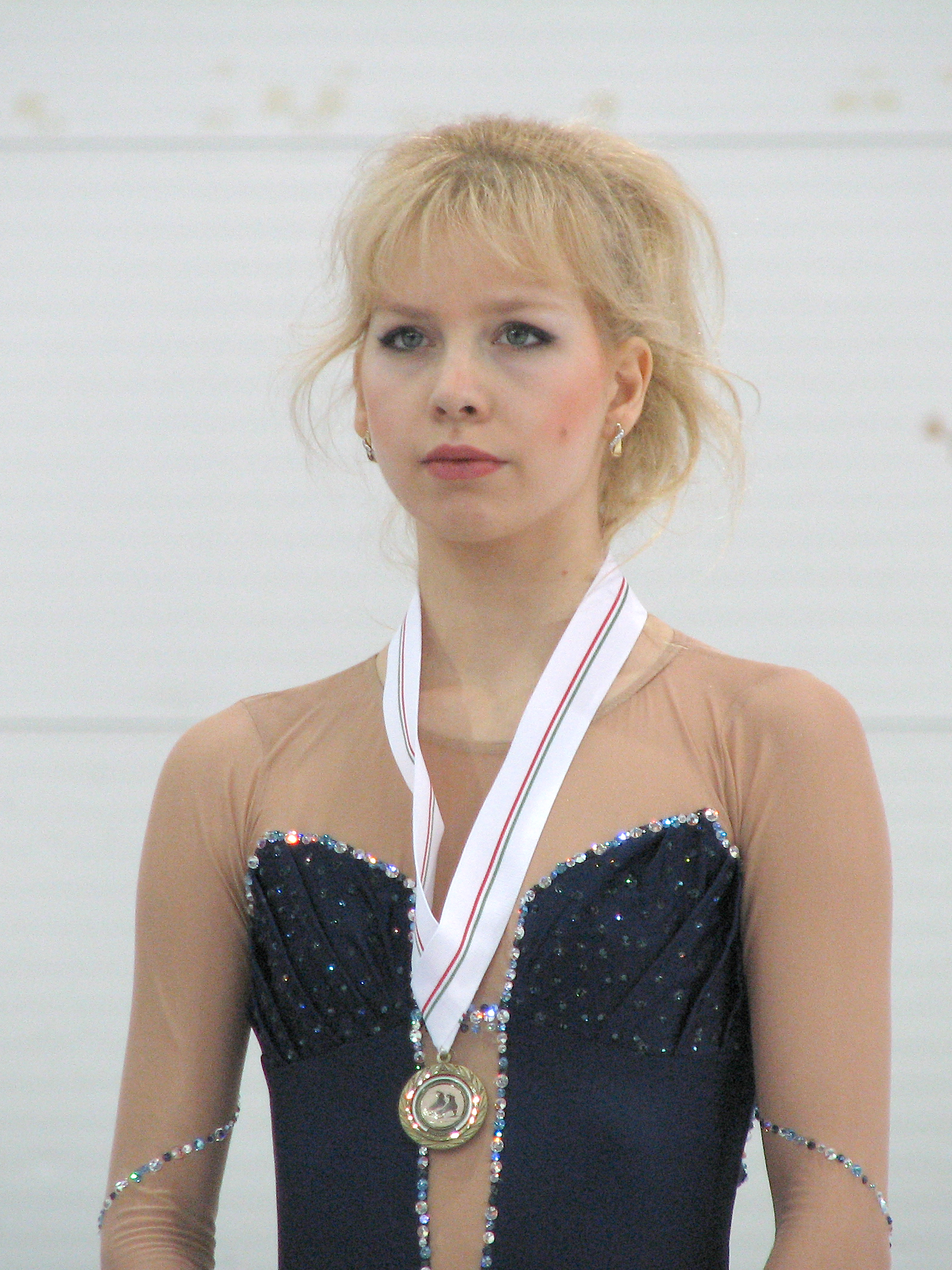
Viktória Pavuk

Viktória Pavuk [ˈviktoriɒ ˈpɒvuk] (* 30. Dezember 1985 in Budapest) ist eine ungarische Eiskunstläuferin.
Ihr Trainer ist seit 2004 Szabolcs Vidrai. Im Jahre 2004 errang Pavuk ihren größten Erfolg bei der Europameisterschaft in ihrer Heimatstadt Budapest mit Platz 4.

## Erfolge/Ergebnisse

### Olympische Spiele
- 2006 – 23. Rang

### Weltmeisterschaften
- 2005 – 18. Rang
- 2006 – 25. Rang
- 2011 – 30. Rang
- 2012 – 51. Rang

### Europameisterschaften
- 2004 – 4. Rang
- 2006 – 12. Rang
- 2007 – 18. Rang
- 2011 – 19. Rang

### Ungarische Meisterschaften
- 2001 – 1J. Rang
- 2002 – 3. Rang
- 2003 – 1J. Rang
- 2004 – 2. Rang
- 2007 – 2. Rang
- 2008 – 3. Rang
- 2009 – 5. Rang
- 2011 – 1. Rang